# مارغريت ماري هيلي مورفي
مارغريت ماري هيلي مورفي (4 مايو 1833-25 أغسطس 1907) كانت أختًا كاثوليكية متدينة، وهي أمريكية أيرلندية ومن أولى الناشطات في مجال الحقوق المدنية. اشتهرت بتأسيس أخوات الروح القدس ومريم الطاهرة، وكذلك تأسيس أول مدرسة مجانية وخاصة بالأمريكيين من أصل أفريقي في سان أنطونيو.
عبرت وعائلتها المحيط الأطلسي وانتقلت غربًا من فيرجينيا الغربية إلى المكسيك وتكساس قبل الحرب الأهلية. عاشت في كوربوس كريستي حتى منتصف الخمسين من عمرها. وبعد وفاة زوجها، شرعت في مهنة حياتها. ساعدت الفقراء طوال حياتها، وتواصلت لمساعدة الأمريكيين من أصل أفريقي والأمريكيين المكسيكيين.

## السيرة الذاتية

### النشأة والتعليم
كانت مورفي الأخت الكبرى بين أربعة أطفال، وقد ولدت ونشأت في كاهيرسيفين في أيرلندا. كانت مورفي من أقارب دانيال أوكونيل الذي عمل سياسيًا لإنهاء العبودية من خلال نظام البرلمان البريطاني. توفيت والدتها عندما كانت في الخامسة من عمرها، وكان والدها طبيبًا يساعد الفقراء في المناطق المجاورة من كاهيرسيفين.
ساعدت ماري وجوانا ميرفي عماتها في رعاية الأطفال بعد وفاة والدتها. عانت أيرلندا بعد قوانين الاتحاد من الفقر الشديد، وقرر بعض أفراد الأسرة الهجرة. انتقل معظم أفراد الأسرة للعمل في مزرعة في ولاية فرجينيا الغربية، ومع ذلك، فقد ذهبت أختها جيني هيلي إلى مدرسة داخلية في نامور. أرادت مورفي البالغة من العمر ستة أعوام فقط، البقاء مع والدها الذي لم يرغب في الهجرة في ذلك الوقت. بقيت معه وارتادت مدرسةً في أيرلندا أعطتها أساسًا تعليميًا متينًا. تطوع والد مورفي لاحقًا ليكون طبيبًا على متن سفينة مهاجرة إلى الولايات المتحدة.
وصلت مورفي ووالدها إلى فرجينيا عام 1845 عندما كانت في الثانية عشرة من عمرها. انتقلا للعيش والمساعدة في مزرعة العائلة في ولاية فرجينيا الغربية. واصلت مورفي تعليمها لفترة من الوقت في ولاية فرجينيا الغربية. انخرطت أيضًا في مدرسة الأحد الخاصة بالعائلة لكل من البالغين والأطفال وساعدت في تعليم القراءة والكتابة لعمال المزارع الأمريكيين من أصل أفريقي.

### الانتقال غربًا
توفي والد مورفي على طريق سفرهم في نيو أورلينز، أثناء انتقال العائلة غربًا إلى تكساس. انتقلت مورفي وخالاتها وأعمامها وشقيقاها جنوبًا إلى ماتاموروس بولاية تاماوليباس حيث عملت مورفي مع عماتها في إدارة فندق من 1846 إلى 1850. ذهب شقيقها وعمها إلى كاليفورنيا في ظل انتشار حمى الذهب ولم ترهما مرة أخرى. قابلت جون برنارد مورفي في ماتاموروس، وكان قد تمركز هناك أثناء عمله كمتطوع في جيش الجنرال زكاري تيلور. تزوجت مورفي من جون في ماتاموروس، في 4 مايو 1849 في كاتدرائية ماتاموروس. وفي عام 1850، استقرت وزوجها في كوربوس كريستي، حيث امتلك زوجها مزرعة وعمل كمحامٍ. أحضرت مورفي أيضًا عمتيها، جوانا وماري مورفي، للعيش معهما في المزرعة.

### كوربوس كريستي
عانت كوربوس كريستي بعد الحرب الأهلية صعوباتٍ بشكل كبير، خاصة بسبب الحصار المفروض على ساحل تكساس، مما أدى إلى نقص الغذاء والإمدادات، واستمر الحصار قرابة أربع سنوات. كما ضربت قوات الشمال المدينة بشدة، وعندما عادت عائلة مورفي إلى منزلهم، كانت معظم ممتلكاتهم قد تدمرت. أدارت مورفي مطبخًا للفقراء من مزرعتها ثم أنشأت عيادة صغيرة. تبنى الزوجان فتاة مشردة من الهسبان، وكانت تدعى دلفين، وأصبحت دلفين صديقة مورفي المقربة. اهتمت مورفي بالفقراء، وخاصة السود منهم في المدينة. وفي عام 1865، استأجرت عائلة مورفي مزرعتهم وانتقلوا إلى وسط كوربوس كريستي.
تفشى مرض الحمى الصفراء في كوربوس كريستي عام 1867، وتوفي بسببه حوالي ثلث السكان. كانت السيدة ميلاني من المرضى الذين رعتهم مورفي، وكانت تحتضر عندما طلبت أن يعتني شخص ما بابنتها ميني. تبنت ميرفي وزوجها ميني. كما تبنوا فتاة أخرى لم تربطها علاقة بميني في ذات الوقت تقريبًا. أرسل آل مورفي بناتهم بعيدًا إلى مدرسة داخلية لعدم وجود الكثير من المدارس الكاثوليكية في تكساس. أدركت مورفي وزوجها الحاجة المتزايدة للموارد التعليمية للأطفال في تكساس. طلبت مورفي المساعدة من المطران كلود ماري دوبوي، الذي أرسل ثلاث أخوات مريميات من بلجيكا إلى واكو في عام 1873. كانت جيني هيلي إحدى الأخوات اللاتي أُرسلن إلى واكو، وكانت أخت لمورفي.
ألحقت الأعاصير في عام 1875 أضرارًا جسيمة بمدينة كوربوس كريستي ودمرت العديد من المنازل. استجابت مورفي بإنشاء الملاجئ التي سميت «مشفى السيدة مورفي للفقراء» والتي «رحبت بالأنجلو والمكسيكيين والسود» على حد سواء. لم تشهد المستشفى نجاحًا طويل الأمد، بسبب التحيز العنصري الذي أثر على عملها. دُعي جون في عام 1875 كممثل في المؤتمر الدستوري الأول لتكساس، الذي عقد في أوستن. وقد أُقنع عند عودته بالترشح لمنصب عمدة كوربوس كريستي، والذي شغله بين عامي 1880-1884.
توفي جون مورفي في 4 يوليو 1887، تاركًا ميراثًا كبيرًا لزوجته. وقد توفيت عمات مورفي جوانا وماري بعد وفاة جون بفترة وجيزة، تاركين مورفي وحدها. قررت مورفي استخدام ثروتها لمواصلة مساعدة الآخرين، وخاصة الفقراء والسود في تكساس. سافرت مورفي إلى تمبل في عام 1884، للمساعدة في تعليم الأطفال السود. كانت برفقة دلفين ومتطوع آخر. ومع ذلك، فإن البرنامج الذي طورته هناك لم ينجح، وانتقلت بعدها إلى سان أنطونيو.

### التوسع
دُعيت مورفي في عام 1898، لتأسيس مدرسة للأطفال الأمريكيين من أصل أفريقي في فيكتوريا بولاية تكساس. اشترت مورفي أرضًا في فيكتوريا بسعر 4500 دولارًا، وبدأت في تجديد منزل للأخوات والمدرسة التي افتتحت في فبراير 1898. أنشأت مورفي ملاذًا خارج مزرعتها في سان باتريسيو، حيث قامت أيضًا ببناء كنيسة صغيرة. اعتادت دعوة الأخوات من التجمعات الأخرى إلى معتكفها في سان أنطونيو. دمر إعصار سيليا المزرعة في وقت لاحق في عام 1970.
توفيت مورفي في دير القديس بيتر كلافير في سان أنطونيو في 25 أغسطس 1907.

### الإرث
أفضى عمل مورفي إلى تسع وثلاثين بعثة في جميع أنحاء تكساس ولويزيانا وميسيسيبي. وقد تغير اسم جماعتها الدينية إلى أخوات الروح القدس ومريم الطاهرة في أواخر ستينيات القرن العشرين. ولدى راهبات الروح القدس حاليًا بعثات تبشيرية في المكسيك وزامبيا. غيرت مدرسة مورفي اسمها لاحقًا إلى مركز هيلي مورفي. يعمل مركز هيلي مورفي الواقع حاليًا في شارع نولان في سان أنطونيو، في مساعدة الطلاب المتسربين من المدرسة. حافظت المدرسة على سمعتها الأكاديمية الممتازة. بدأت أيضًا في الاندماج في أربعينيات القرن العشرين وأصبحت فيما بعد مدرسة غير دينية. جُدد مركز هيلي مورفي في عام 2012 وأُعيد للخدمة.